# Luis Felipe Laverde
Luis Felipe Laverde Jiménez es un ciclista profesional colombiano nacido el 6 de julio de 1979 en la localidad de Urrao, Antioquia (Colombia). Actualmente corre para el equipo colombiano de categoría Continental el GW Shimano.

## Trayectoria
Felipe debutó como profesional en el año 2002 en las filas del equipo Formaggi Pinzolo. El corredor ha conformado la selección nacional de ruta de Colombia en varios campeonatos del mundo, entre ellos el Campeonato Mundial de Ciclismo en Stuttgart (Alemania). También participó en el año 2004 en los Juegos Olímpicos de Atenas.
Durante su recorrido por Europa, Luis Felipe ganó importantes etapas en el Giro de Italia y en otras competencias del circuito europeo. El ciclista regresó a Colombia en el 2008 para competir por el equipo Café de Colombia-Colombia es Pasión tras la alianza entre estas importantes marcas colombianas a nivel mundial. Desde el año 2017 venía corriendo para el equipo Coldeportes Zenú, y en la actualidad corre para el equipo  de categoría Continental el GW Shimano.

## Palmarés
1998
- 2.º en el Campeonato de Colombia de Ruta Sub-23

2001
- Vuelta de la Juventud de Colombia

2003
- 1 etapa de la Settimana Ciclistica Lombarda

2005
- 3.º en el Campeonato de Colombia en Ruta

2006
- 1 etapa del Giro de Italia

2007
- 1 etapa del Giro de Italia
- Gran Premio Nobili Rubinetterie

2009
- 3.º en la Vuelta a Antioquia

2010
- 1 etapa de la Vuelta a Colombia

2011
- 3.º en el Campeonato Panamericano en Ruta

2015
- 1 etapa de la Vuelta a Colombia

2017
- 1 etapa del Clásico RCN

## Resultados engrandes vueltas
| Carrera         | 2002 | 2003 | 2004 | 2005 | 2006 | 2007 | 2008 |
| Giro de Italia  | 31°  | 29°  | 15°  | 44°  | 49°  | 36°  | 24°  |
| Tour de Francia | -    | -    | -    | -    | -    | -    | -    |
| Vuelta a España | -    | -    | -    | -    | -    | -    | -    |

## Equipos
- Formaggi Pinzolo (2002-2004)
- Ceramica Panaria (2005-2007)
- Café de Colombia-Colombia es Pasión (2008-2011)
- Colombia-Coldeportes (2012-2013)
- Coldeportes-Claro (2014-2016)
- Coldeportes Zenú (2017-2018)
- GW Shimano (2019-)